# Aeroportul Municipal Fergus Falls
Aeroportul Municipal Fergus Falls (IATA: FFM, ICAO: KFFM, FAA LID: FFM) este un aeroport din Fergus Falls⁠(d), Comitatul Otter Tail, Minnesota, Minnesota, Statele Unite ale Americii. Aeroportul a fost tranzitat în 2017 de 6 pasageri.
Situat la o altitudine de 360 m, aeroportul dispune de 2 piste.

## Infrastructură

### Piste
Aeroportul dispune de 2 piste. Pista 13/31 are suprafața de asfalt și dimensiunile 5.639 picioare × 100 picioare. Pista 17/35 are suprafața de asfalt și dimensiunile 3.301 picioare × 75 picioare. 